# El hombre del tren
El hombre del tren es una película de 2002 dirigida por Patrice Leconte y escrita por Claude Klotz, quien había colaborado anteriormente con el director en Félix et Lola. Está protagonizada por Jean Rochefort y Johnny Hallyday.
El largometraje es una coproducción entre Francia, Reino Unido, Alemania y Japón. Se estrenó el 2 de septiembre de 2002 en el Festival de Cine de Venecia, donde recibió el premio del público.

## Sinopsis
Dos hombres muy diferentes se conocen por casualidad en una farmacia: uno es Milan, aventurero y ladrón que acaba de llegar a la ciudad en tren con la intención de perpetrar un robo; el otro es Manesquier, un profesor de literatura ya jubilado. Pese a que no tienen nada en común, establecen una relación de amistad en la que cada uno anhela el estilo de vida del otro.

## Reparto
- Jean Rochefort : Señor Manesquier
- Johnny Hallyday : Milan
- Jean-François Stévenin : Luigi
- Charlie Nelson : Max
- Pascal Parmentier : Sadko
- Isabelle Petit-Jacques : Viviane
- Edith Scob : La hermana de Manesquier
- Maurice Chevit : El peluquero

## Producción
La mayor parte del rodaje se llevó a cabo en Annonay, pequeña ciudad en el departamento de Ardèche. La escena inicial, la llegada de Milan a la estación de tren de Annonay, en realidad se rodó en la Estación de Tain-l'Hermitage - Tournon, dado que en Annonay hacía unos diez años que había dejado de llegar el tren y había desaparecido la estación.

## Recepción
El hombre del tren fue un gran éxito de crítica tras su estreno: obtuvo una calificación promedio de 4.0/5 en el sitio web de AlloCiné, basada en 23 títulos de prensa. En Rotten Tomatoes, la película tiene una calificación de crítica positiva del 92% basada en 111 reseñas y una calificación promedio de 7.5/10, mientras que tiene una puntuación de 75/100 en Metacritic, basada en 36 reseñas. Por su parte en Filmaffinity recibe una valoración media de 6.8/10, con 31 críticas de usuarios de la web y 11 de profesionales. La web de Filmin puntúa la película con 7.7/10 basándose en 61 críticas.
En la revista Fotogramas, el historiador, crítico y cineasta Esteve Riambau habla en estos términos de la película: «En El hombre del tren no hay caballos pero bien podría ser un western. También un thriller, o incluso una comedia. Patrice Leconte salta con facilidad la arbitraria frontera que separa los géneros y solo el final, innecesariamente lírico, impide que esta película reconciliadora con el espíritu humano sea, además, una obra maestra».

## Premios
* Fuente: [ Página de la película en] IMDb. 
| Año  | Premio o festival                             | Categoría                                   | Nominado        | Resultado |
| ---- | --------------------------------------------- | ------------------------------------------- | --------------- | --------- |
| 2002 | Festival de Venecia                           | León de Oro a la mejor película             | Patrice Leconte | Nominado  |
| 2002 | Festival de Venecia                           | Premio de la audiencia - Mejor película     | Patrice Leconte | Ganador   |
| 2002 | Festival de Venecia                           | Premio de la audiencia - Mejor actor        | Jean Rochefort  | Ganador   |
| 2003 | Premio David de Donatello                     | Mejor película extranjera                   | Patrice Leconte | Nominado  |
| 2003 | Premios del Cine Europeo                      | Mejor actor europeo                         | Jean Rochefort  | Nominado  |
| 2003 | Premios del Cine Europeo                      | Premio del público al mejor actor           | Jean Rochefort  | Nominado  |
| 2003 | Premios del Cine Europeo                      | Premio del público al mejor actor           | Johnny Hallyday | Nominado  |
| 2003 | Premios del Cine Europeo                      | Premio del público a la mejor dirección     | Patrice Leconte | Nominado  |
| 2003 | Asociación de Críticos de Cine de Los Ángeles | Premio LAFCA a la mejor película extranjera | Patrice Leconte | Ganador   |
| 2003 | National Board of Review                      | Mejor película en idioma extranjero         | Patrice Leconte | Nominado  |
| 2003 | Seattle Film Critics Society                  | Mejor película en lengua extranjera         | Patrice Leconte | Ganador   |
| 2003 | Premios Lumières                              | Mejor actor                                 | Jean Rochefort  | Ganador   |
| 2004 | Premios Phoenix Film Critics Society          | Mejor película en lengua extranjera         | Patrice Leconte | Nominado  |
| 2004 | Florida Film Critics Circle                   | Mejor película en lengua extranjera         | Patrice Leconte | Ganador   |